# 异鹮属
异鹮属（学名：Xenicibis）是鹮亚科下的一个已灭绝的属，其唯一已知种伴猴异鹮（Xenicibis xympithecus）也称牙买加鹮（Jamaican ibis）、牙买加不飞鹮（Jamaican flightless ibis）或棒翅鹮（clubbed-wing ibis），棍棒状的翅膀是其独一无二的特征。异鹮属是仅有的两个不会飞的鹮类属之一，另一个属是夏威夷群岛特有的无翼鹮属（Apteribis）。

## 描述
1977年，H·E·安东尼（H.E.Anthony）在牙买加长哩洞穴（Long Mile cave）的洞穴沉积物中挖掘出了一些颅后骨骼，并据此对异鹮属进行了首次描述。当时，由于其鸟喙骨不完整，它被推测为是不会飞的鸟；后来，牙买加斯旺西洞穴（Swansea Cave）发现了同一物种的肱骨，证实了它不能飞行。从包括红山裂缝（Red Hills Fissure）在内的两个新地点发现的新化石表明，异鹮属对腕掌骨进行了独特的改造，使其呈棍棒状。其掌骨扩大并向远端弯曲，侧壁增厚，尺骨和桡骨也进行了调整。异鹮属是大型鹮类，重约2公斤（70盎司）。

### 棍棒状翅膀的功能
鸟类学家推测，异鹮属翅膀是以近似于棍棒或连枷的方式被作为武器使用的，这与一些现生螳螂虾（口足目指虾蛄总科）类似，它们拥有一个棍棒状的远端膨胀的指状物，用来击打猎物和其他虾。然而，在鸟类中，这种适应性似乎是独一无二的。鸟类翅膀对战斗的适应性是一个偶然例子，在这种情况下，不同的鸟类物种会基于周围的实际情况，找到机会使用不同的方法解决同一问题。

美洲白鹮（左）和伴猴异鹮（右）的翅膀骨骼绘制图。为使肱骨大小相同，二者的骨骼已进行缩放，以便于比较形态学差异。

## 分布
伴猴异鹮是牙买加的特有种，其骨骼已在多个遗迹中均有发现，包括长哩洞穴、斯旺西洞穴、杰克逊湾洞穴（Jackson's Bay Cave）和红山裂缝。来自古巴的声称属于该属的骨头后来被鉴定为秧鹤。牙买加岛和古巴岛从来没有连为一体过，所以不会飞的物种不可能到达不同的岛屿。